# Прапор Північного Брабанту

Прапор Північного Брабанта (співвідношення 2:3)

Прапор Північного Брабанту (нід. vlag van Noord-Brabant or Brabants Bont) складається з шахового візерунка з 24 окремими полями червоного та білого або червоно і срібного кольорів. Прапор використовувався з Середньовіччя, але вийшов з ужитку в XVIII столітті. Зараз прапор знову використовується і є офіційним прапором Північного Брабанту з 1959 року.
Прапор провінції Північний Брабант був прийнятий Радою провінції 21 січня 1959 року. Крім того, використовувався наступний опис: «Прямокутний, що складається з чотирьох горизонтальних смуг, розділених на шість суміжних смуг червоного та білого кольорів і шести вертикальних ліній, розділених на чотири суміжні сторони червоного та білого кольорів».
На гербі Хорватії та прапорі бельгійської провінції Антверпен використовується схожий візерунок, але на прапорі Антверпена використовуються кольори червоного, білого, синього та жовтого.

## Історія
Прапор Північного Брабанту походить із середньовіччя. Червоний і срібний кольори використовуються на стандартах прапорах і вимпелах Брабанту з моменту проголошення графства Лувен (942 р.) у період Лотарінзького королівства. Пізніше Брабантське герцогство прийняло ці кольори. Протягом Середньовіччя та наступних століть червоний і білий часто використовувалися. Кораблі ходили під червоно-білим прапором, особливо в Антверпені. В кінці XVIII століття прапор вийшов з ужитку. Лише з 1959 року червоно-білий шаховий прапор став офіційним прапором провінції Північний Брабант.

## Найвищий статус
Прапор Північного Брабанту має найвищу перевагу серед прапорів усіх голландських провінцій. З цієї причини він висів до 2006 року безпосередньо праворуч від трону монарха в Ріддерзалі. В офіційних випадках прапор завжди повинен бути зліва від глядачів. Станом на 2006 рік прапори в де Ріддерзаль були замінені гобеленами з гербом провінції. 

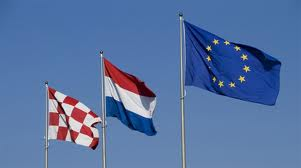
Зліва направо: прапор Північного Брабанта, Нідерландів та Європейського Союзу